# Puerto Rio Tranquilo
Puerto Rio Tranquilo är en ort i Chile.   Den ligger i provinsen Provincia General Carrera och regionen Región de Aisén, i den södra delen av landet, 1 500 km söder om huvudstaden Santiago de Chile. Puerto Rio Tranquilo ligger 214 meter över havet och antalet invånare är 400. Den ligger vid sjön Lago Buenos Aires.
Terrängen runt Puerto Rio Tranquilo är varierad. Trakten runt Puerto Rio Tranquilo är nära nog obefolkad, med mindre än två invånare per kvadratkilometer..
Trakten runt Puerto Rio Tranquilo består i huvudsak av gräsmarker.